# Rigsstand
Rigsstænder (fra tysk Reichsstände) var repræsentanterne i det tysk-romerske riges Rigsdag før 1806. Rigsstænderne var direkte underlagt riget, og ikke som andre indbyggere underlagt en landsfyrste.
De rigsumiddelbare stænder som havde sæde i Rigsdagen omfattede rigsfyrsterne, fyrstbiskopperne, rigsgreverne, rigsprælaterne og de frie rigsstæder. Rigsstæderne fik status som rigsstand senere end de andre, omkring 1500, og blev først med den westfalske fred fuldt jævnbyrdige med de andre rigsstænder.
Rigsdagen var opdelt i tre "kollegier", rigsstæderne i deres eget kollegium, kurfyrsterne i kurfyrstekollegiet og de verdslige og gejstlige fyrster i rigsfyrsterådet. Ud over at skulle deltage i Rigsdagen blev det også krævet af rigsstænderene at de indkrævede skatter og stillede tropper til rådighed for riget.